# Enoplognatha puno
Enoplognatha puno là một loài nhện trong họ Theridiidae.
Loài này thuộc chi Enoplognatha. Enoplognatha puno được Herbert Walter Levi miêu tả năm 1962.